# Angel Nakpil
Angel S. Nakpil (20 februari 1914 - 2 november 1980) was een vooraanstaand Filipijns architect. Nakpil was een neef van architect en nationaal kunstenaar van de Filipijnen Juan Nakpil

## Biografie
Angel Nakpil werd geboren op 20 februari 1914. Zijn ouders waren Enriqueta Sancho en Ramon Nakpil. Hij volgde zijn middelbareschoolopleiding aan De La Salle University en studeerde daarna architectuur aan de University of Santo Tomas, waar hij in 1936 zijn bachelor-diploma behaalde. Aansluitend vertrok hij naar de Verenigde Staten, waar in 1940 aan Havard University een master-opleiding architectuur voltooide. Een van zijn docenten daar was Walter Gropius, de oprichter van de opleiding Bauhaus in Duitsland.
Na zijn terugkeer in de Filipijnen werkte hij voor het United States Army Corps of Engineers. Vanaf 1941 was hij actief voor de Land Planning Commission, die zich bezighield met een de grootschalige herinrichting van de plaats Baguio. Dit project werd echter vanwege de uitbraak van de Tweede Wereldoorlog stopgezet. Na de oorlog werkte hij eerste van 1947 tot 1949 voor het stadsinrichtingskantoor van de stad Manilla. Vanaf 1949 had hij zijn eigen architectenbureau. Van 1959 tot 1961 was hij werkzaam op de faculteit architectuur van de University of Santo Tomas en de laatste drie jaar daarvan was hij decaan van de faculteit. In 1979 ging hij als senior-partner werken voor het architectenkantoor Gabriel P. Formosa & Partners.
Nakpil ontwierp onder andere het gebouw van de National Press Club aan Magallanes Drive in Manilla, het voormalige hoofdkwartier van de Philippine Long Distance Telephone Company aan De La Rosa Street in Makati, Het Lopez Museum aan Lancaster Street in Pasay, Picache Building in Quiapo in Manilla, Roche Building aan Pasong Tamo in Makati en het Petrona Appartementencomplex aan Taft Avenue in Manilla
Nakpil overleed in 1980 op 66-jarige leeftijd. Hij was getrouwd met auteur Carmen Guerrero-Nakpil, met wie hij drie kinderen kreeg. Een van hen was Luis Nakpil, die net als zijn vader architect zou worden. Voor zijn huwelijk met Carmen Guerrero was hij tot haar overlijden getrouwd met Carmen Diaz. Met haar kreeg hij twee dochters.

## Bron
- National Historical Institute, Filipinos in History, vol 1-3, Manilla, NHI (1992)